# Ovčáry (Kolíni járás)
Ovčáry település Csehországban, a Kolíni járásban. Ovčáry Býchory, Velký Osek, Veltruby, Kolín, Tři Dvory, Volárna, Konárovice és Jestřabí Lhota településekkel határos. Lakosainak száma 890 fő (2024. január 1.).

## Népesség
A település lakosságának változását az alábbi diagram mutatja:
| Lakosok száma | 748  | 807  | 966  | 831  | 722  | 664  | 807  | 873  | 849  | 890  |
|               | 1869 | 1890 | 1921 | 1950 | 1980 | 2001 | 2017 | 2019 | 2022 | 2024 |